# Kap Recife

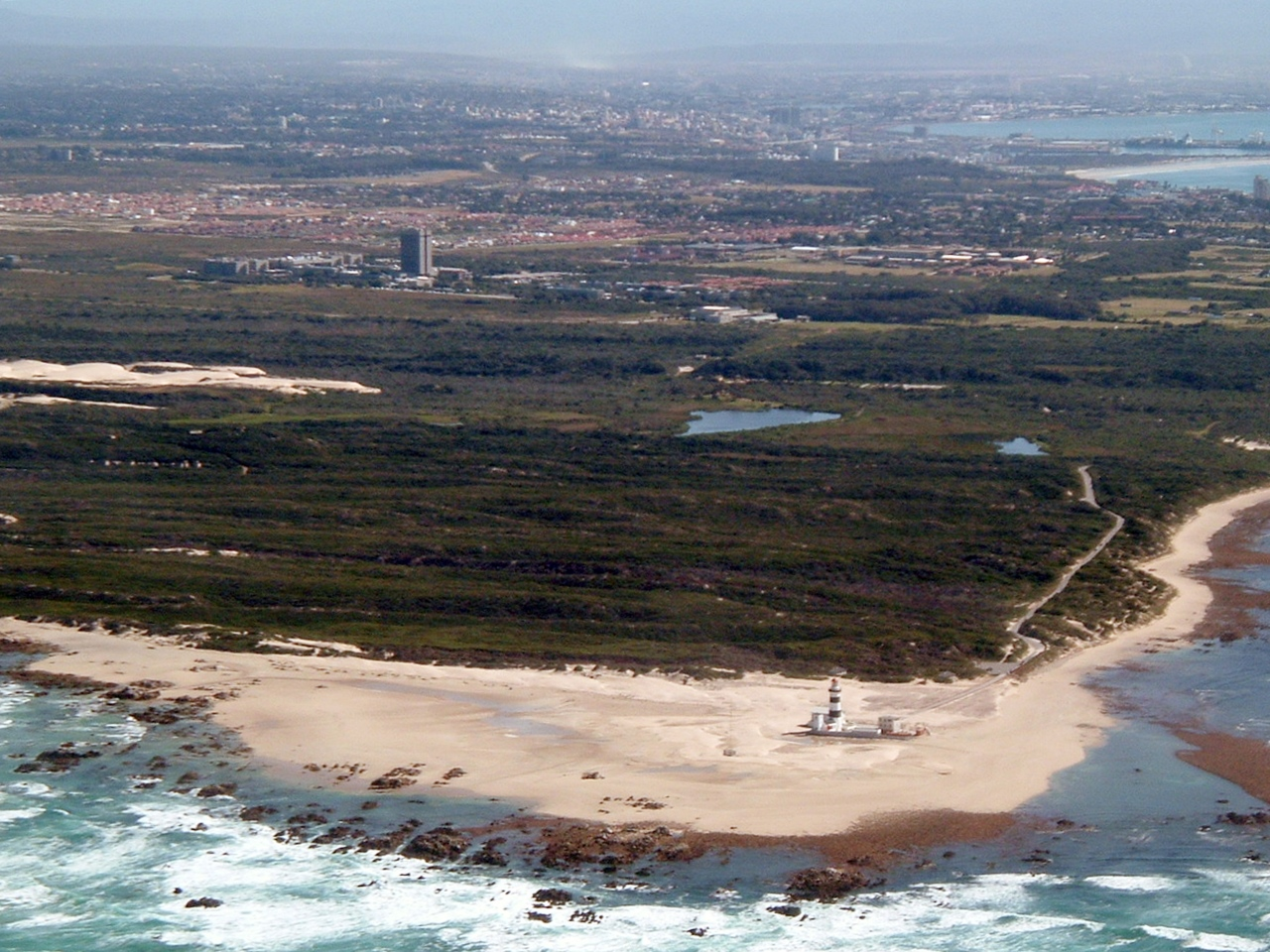
Luftbild vom Kap Recife mit dem Leuchtturm und Gqeberha im Hintergrund

Das Kap Recife (portugiesisch Cabo de Recife für ‚Rifkap‘; afrikaans Kaap Recife; englisch Cape Recife) ist der südöstlichste Festlandspunkt des afrikanischen Kontinents, etwa 15 Kilometer südlich der südafrikanischen Hafenstadt Gqeberha. Das Kap Recife bildet den südlichen Punkt der Algoa Bay und befindet sich in der Nelson Mandela Bay Metropolitan Municipality.
Der Name, portugiesisch für „Rif“, verweist auf die zahlreichen Riffe, an denen viele Schiffe strandeten, unter anderem die Itzehoe (1911). Der historische Leuchtturm wurde 1849 errichtet und befindet sich im Naturreservat Kap Recife. Etwas nördlich befinden sich die Nelson Mandela University, der Flughafen Gqeberha und die Southern African Foundation for the Conservation of Coastal Birds.
Das Kap Recife ist bei Surfern und Tauchern beliebt. Hier fließt der warme Agulhasstrom vorbei.
1973 wurde das 366 ha große Naturreservat Kap Recife gegründet, das den südlichen und vegetationsarmen Abschnitt vom Kap nicht umfasst.

## Bildergalerie

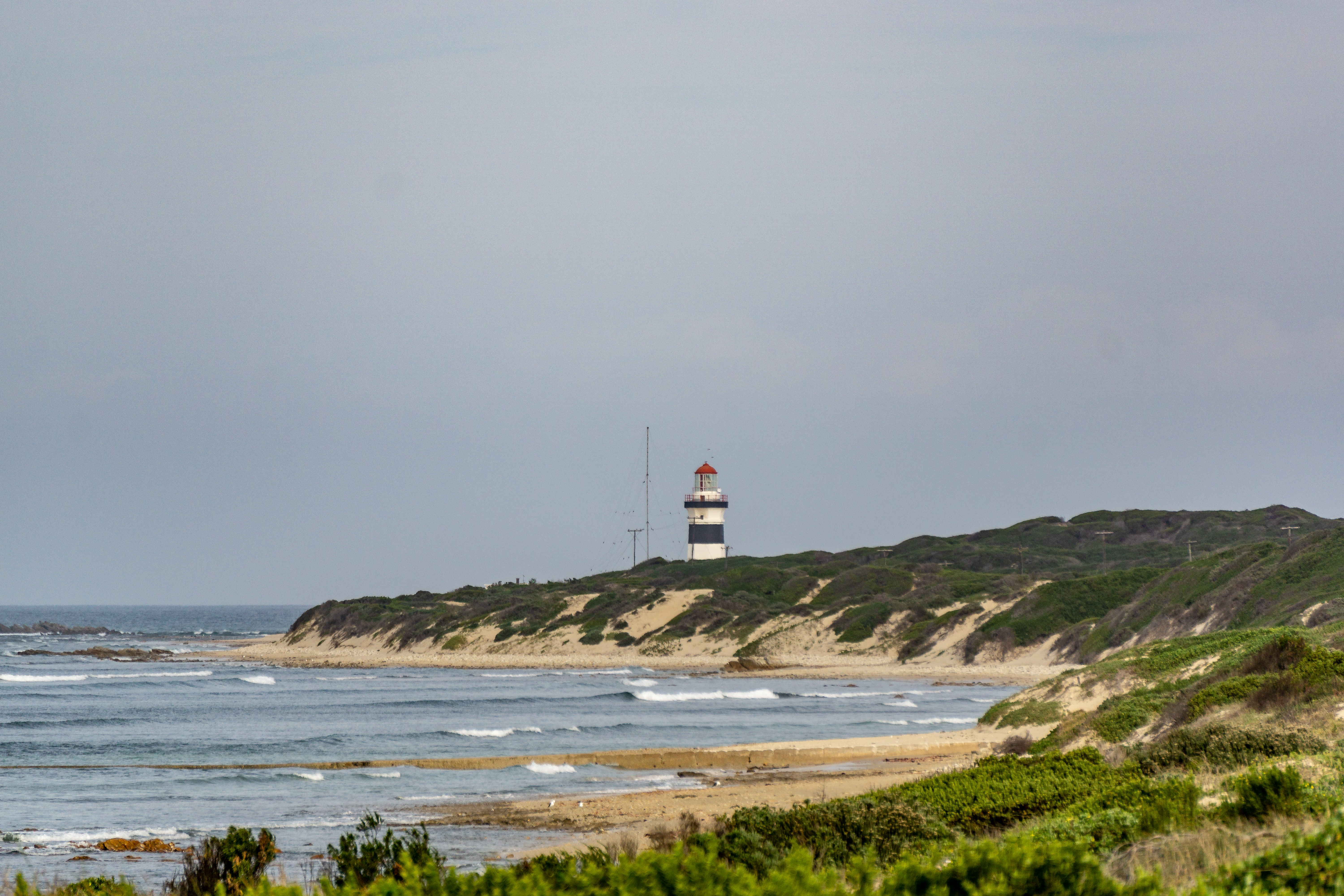
Panorama vom Kap Recife
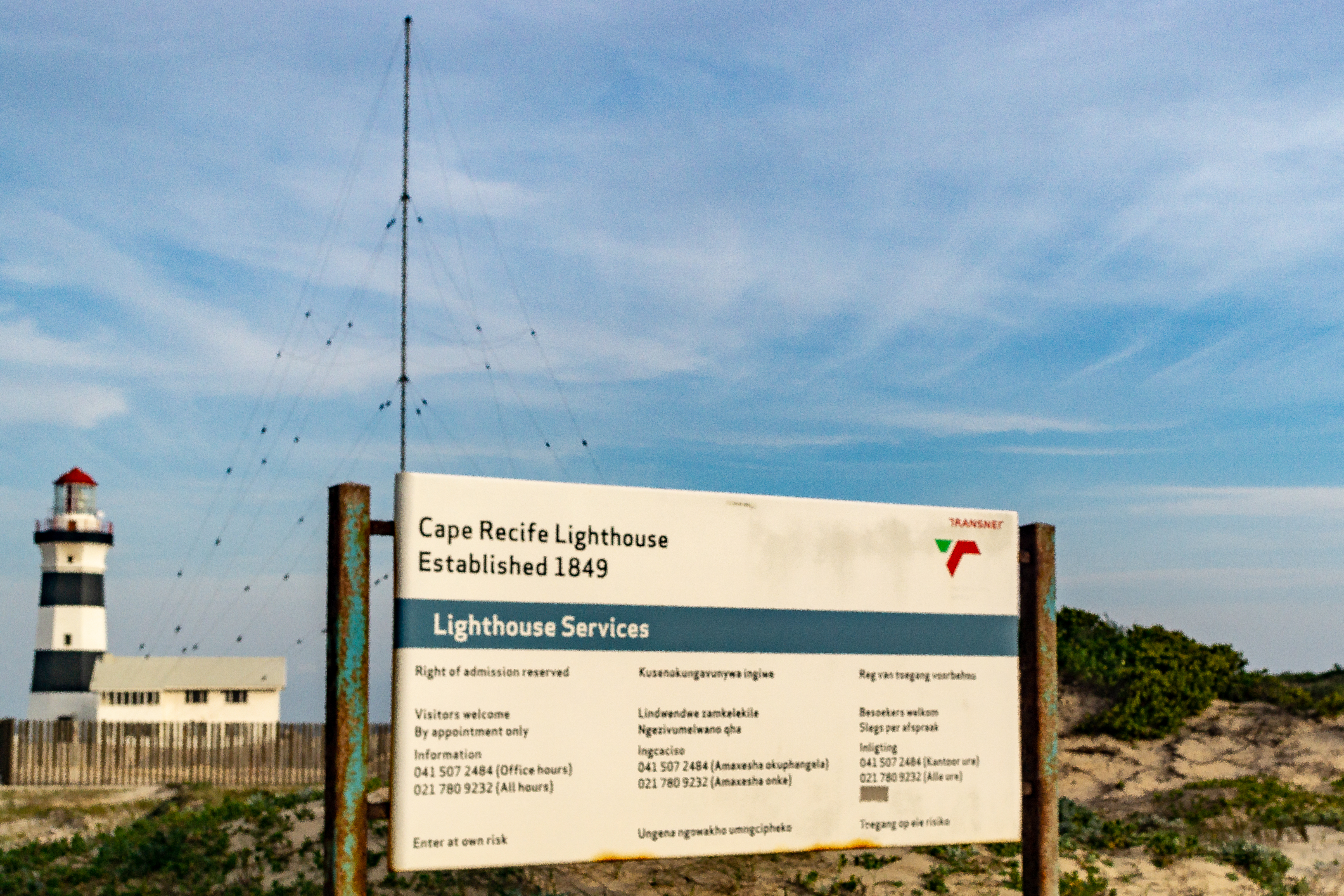
Der Leuchtturm am Kap Recife
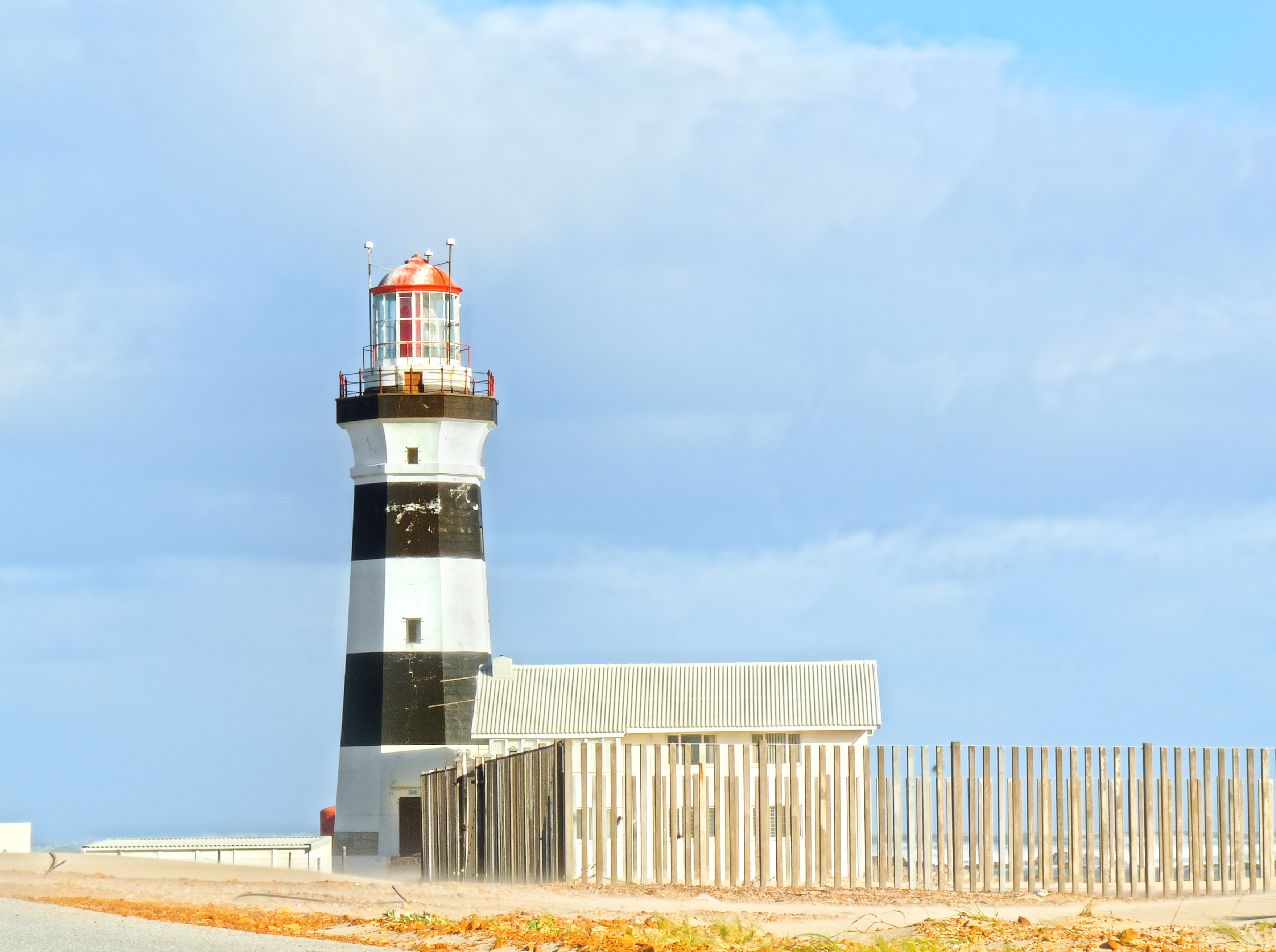
Der Leuchtturm am Kap Recife